# سيباستيان بورغر
سيباستيان بورغر (بالألمانية: Sebastian Borger)‏ هو صحفي وكاتب ألماني، ولد في 1964 في كروناخ في ألمانيا.